# Österreich isst besser
Österreich isst besser war der Name einer österreichischen Fernsehshow im ATV, in der Ernährungsberaterin Sasha Walleczek versucht, übergewichtigen Personen beim Abnehmen zu helfen und zu gesünderer Ernährung zu motivieren. Laut Angaben des Senders will man damit, im Gegensatz zur früheren Show Du bist, was du isst!, nicht nur einzelnen Kandidaten helfen, sondern ganze Unternehmen und Dörfer zum Abnehmen bewegen.
Dabei besuchte Walleczek bereits die ÖBB, das Österreichische Rote Kreuz und ein Reisebüro. Auch in einer oberösterreichischen Hauptschule war sie mit der Sendung bereits zu Gast.